# Gußwerke Saarbrücken / Gußwerke Leipzig

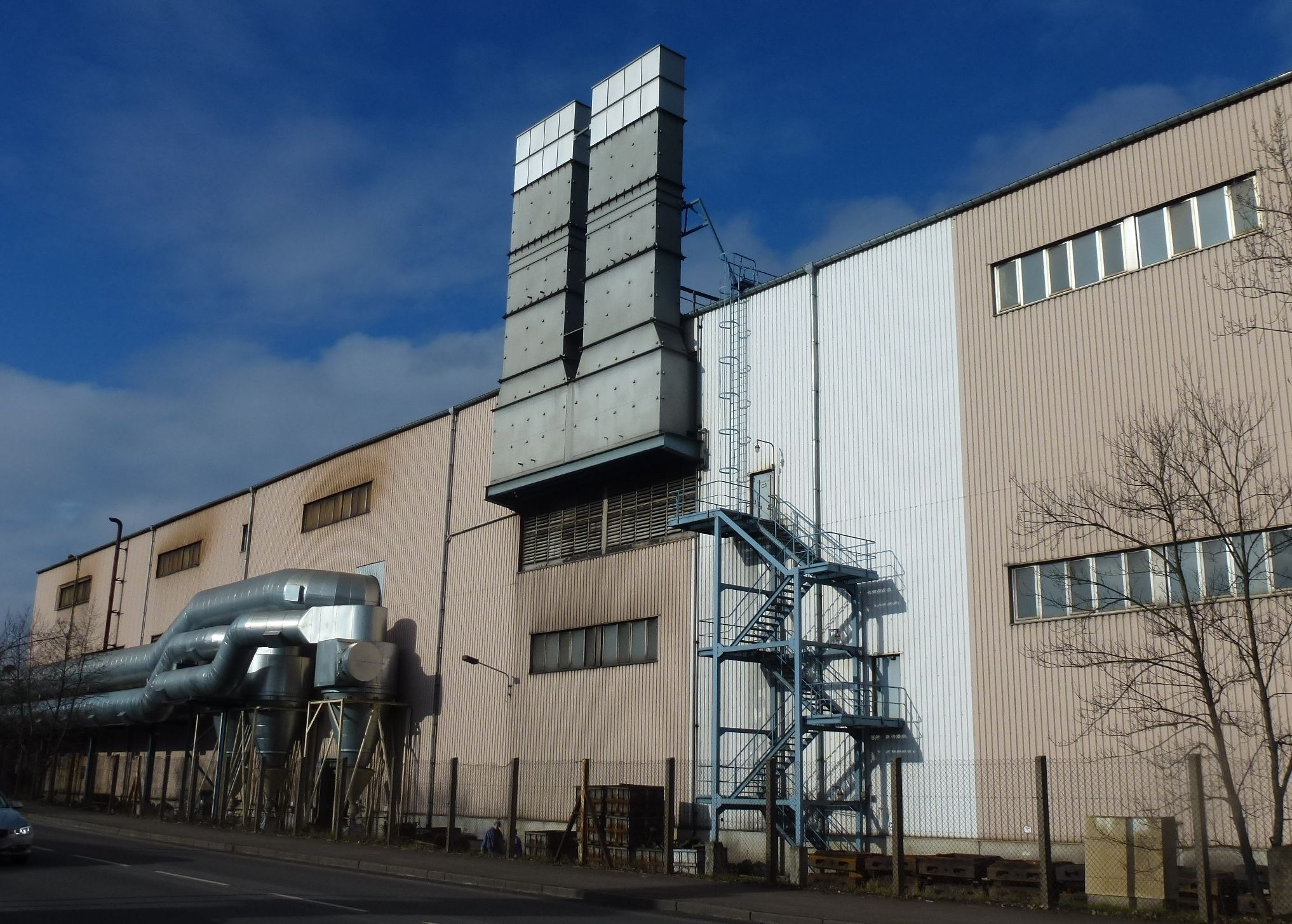
Werk in Leipzig

Die Gußwerke Saarbrücken und die Gußwerke Leipzig (vormals Neue Halberg-Guss GmbH; kurz: Halberg-Guss) waren aus der früheren Halbergerhütte in Saarbrücken-Brebach und dem VEB Metallgusswerk in Leipzig hervorgegangene Gießereien.

## Geschichte
Die Geschichte der Unternehmen reicht zurück bis in das Jahre 1756, als Fürst Friedrich Wilhelm von Nassau-Saarbrücken das Schmelz- und Hammerwerk Halberger Werck am Fuße des Halbergs beim damals noch eigenständigen Dorf Brebach errichtete. Aus diesem Werk ging die spätere Halbergerhütte hervor.
Seit 1972 gehörte die Halbergerhütte zu 100 Prozent zum französischen Saint-Gobain-Konzern, der 1988 seine Gießerei-Aktivitäten im Automobilzulieferer-Bereich mit damals rund 2500 Beschäftigten in die eigenständige Halberg-Guss ausgliederte. Dieses Unternehmen wurde 1992 an die französische Unternehmensgruppe Valois veräußert.
1993 wurde eine Gießerei in Leipzig (Lage), die ehemals zum VEB Metallgusswerk gehörte, von der Treuhandanstalt übernommen. In den Folgejahren expandierte Halberg-Guss durch Zukäufe im Ausland. So wurden 2007 je zwei Eisen- und Aluminiumgießereien in Südafrika erworben, die im Zuge der späteren Insolvenz wieder veräußert wurden.
Am 1. September 2009 meldete die Halberg-Guss-Gruppe Insolvenz an. Zu Beginn des Jahres 2011 waren bei Halberg-Guss in Deutschland rund 2000 Mitarbeiter beschäftigt (1300 am Stammsitz in Saarbrücken-Brebach und 700 im Werk in Leipzig). Der Umsatz im Jahr 2010 betrug rund 300 Mio. Euro.
Im Mai 2011 wurde Halberg-Guss von der niederländischen Private-Equity-Gesellschaft HTP Investments übernommen und unter der Firmierung Neue Halberg-Guss GmbH (NHG) weitergeführt. Damit verbunden waren finanzielle Zugeständnisse der Arbeitnehmer. Nach einem kurzen Intermezzo der Süddeutschen Beteiligungs GmbH wurde das Unternehmen im Januar 2018 an die Prevent-Gruppe der bosnischen Unternehmerfamilie Hastor veräußert. Am 29. November 2018 wurden die Gießereien der NHG in Saarbrücken und Leipzig an ein Konsortium um One Square Advisors verkauft. Die danach verbliebene Restgesellschaft firmierte in der Gesellschafterversammlung vom 17. Januar 2019 in ANHK GmbH um. Zwischenzeitlich hat das Unternehmen in Gußwerke Saarbrücken GmbH, der Zweigbetrieb in Leipzig in Gußwerke Leipzig GmbH umfirmiert.
Im Juli 2019 kündigte die Gußwerke Saarbrücken GmbH den Abbau von 200 der 1200 Arbeitsplätze infolge fehlender Aufträge an. Nachdem bis Mitte September 2019 die Löhne des Monats August wie auch fällige Abfindungszahlungen an ausgeschiedene Mitarbeiter nicht gezahlt werden konnten, meldete das Unternehmen am 20. September 2019 Insolvenz in Eigenverwaltung an. Am 3. Juni 2020 wurde die endgültige Schließung des Werkes zum Monatsende bekannt gegeben.
Auch die Gusswerke Leipzig haben Ende September 2020 die Produktion endgültig eingestellt. Aus dem Gießereigelände in Leipzig entwickelt die Hagedorn Unternehmensgruppe aus Gütersloh einen Gewerbepark.

## Produkte
Laut eigener Aussage waren die Gusswerke europäischer Marktführer bei der Entwicklung und Produktion von gegossenen Kurbelwellen sowie von Zylinderkurbelgehäusen und -köpfen, jedoch gab es im Bereich der Zylinderkurbelgehäuse mit der Fritz Winter Eisengießerei GmbH & Co. KG, Stadtallendorf, und der Eisenwerk Brühl GmbH, Brühl (Rheinland), zwei weitere Hersteller mit vergleichbarer Bedeutung in diesem Marktsegment.